# Bezjanovo
Bezjanovo (bulgariska: Бежаново) är ett distrikt i Bulgarien.   Det ligger i kommunen Obsjtina Lukovit och regionen Lovetj, i den centrala delen av landet, 110 kilometer nordost om huvudstaden Sofia.
Omgivningarna runt Bezjanovo är en mosaik av jordbruksmark och naturlig växtlighet. Runt Bezjanovo är det glesbefolkat, med 13 invånare per kvadratkilometer.